# Haïti op de Olympische Zomerspelen 2016
Haïti nam deel aan de Olympische Zomerspelen 2016 in Rio de Janeiro, Brazilië. Tot de selectie behoorden tien atleten, actief in zeven sporten. Worstelaar Asnage Castelly droeg de Haïtiaanse vlag tijdens de openingsceremonie. Van de tien deelnemers groeiden acht op in de Verenigde Staten; zij waren ook in het bezit van een Amerikaans paspoort. Zwemmer Dorsainvil en gewichtheffer Joseph waren de enige in Haïti geboren atleten binnen de ploeg.

## Deelnemers en resultaten
(m) = mannen, (v) = vrouwen 

### Atletiek
| Olympiër       | Discipline       | Resultaat | Prestatie                                 |
| -------------- | ---------------- | --------- | ----------------------------------------- |
| Darrell Wesh   | 100m (m)         | 54e       | serie 3: 8ste in 10,39                    |
| Jeffrey Julmis | 110m horden (m)  | DSQ       | serie 1: 3de in 13,66 halve finale 1: DSQ |
|                |                  |           |                                           |
| Mulern Jean    | 100 m horden (v) | DSQ       | serie 1: DSQ                              |

### Boksen
| Olympiër            | Discipline | Resultaat | Prestatie                          |
| ------------------- | ---------- | --------- | ---------------------------------- |
| Richardson Hitchins | –64kg (m)  | 17e       | 1ste ronde: V van USA Russell: 0–3 |

### Gewichtheffen
| Olympiër       | Discipline | Resultaat | Prestatie                           |
| -------------- | ---------- | --------- | ----------------------------------- |
| Edouard Joseph | –62kg (m)  | DNF       | trekken: 14de met 107kg stoten: DNS |

### Judo
| Olympiër     | Discipline | Resultaat | Prestatie                                            |
| ------------ | ---------- | --------- | ---------------------------------------------------- |
| Josue Deprez | –73kg (m)  | 17e       | 1ste ronde: vrij 2de ronde: V van GER Wandtke: shido |

### Taekwondo
| Olympiër        | Discipline | Resultaat | Prestatie                                                            |
| --------------- | ---------- | --------- | -------------------------------------------------------------------- |
| Aniya Louissant | –67kg (v)  | 7e        | 1ste ronde: V van FRA Niaré: 4–5 herkansingen: V van CIV Gbagbi: 2–7 |

### Worstelen
| Olympiër           | Discipline  | Resultaat   | Prestatie                                                                |
| Vrije stijl        | Vrije stijl | Vrije stijl | Vrije stijl                                                              |
| ------------------ | ----------- | ----------- | ------------------------------------------------------------------------ |
| Asnage Castelly VO | –74kg (m)   | 19e         | 1ste ronde: V van IRI Yazdani: 0–4 herkansingen: V van TUR Demirtas: 0–4 |

### Zwemmen
| Olympiër           | Discipline         | Resultaat | Prestatie             |
| ------------------ | ------------------ | --------- | --------------------- |
| Frantz Dorsainvil  | 50m vrije slag (m) | 85e       | serie 1: 6de in 30,86 |
|                    |                    |           |                       |
| Naomy Grand'Pierre | 50m vrije slag (v) | 56e       | serie 5: 2de in 27,46 |